# Gare de Lubersac
La gare de Lubersac est une gare ferroviaire française fermée de la ligne de Nexon à Brive-la-Gaillarde, située sur le territoire de la commune de Lubersac, dans le département de la Corrèze en région Nouvelle-Aquitaine.
Elle est mise en service en 1875 par la Compagnie du chemin de fer de Paris à Orléans (PO) et fermée en 2018, à la suite de l'affaissement de la voie à Vignols.

## Situation ferroviaire
Établie à 334 mètres d'altitude, la gare de Lubersac est située au point kilométrique (PK) 462,339 de la ligne de Nexon à Brive-la-Gaillarde, entre les gares ouvertes de Coussac-Bonneval (s'intercale la gare fermée de Saint-Julien-le-Vendômois) et de Pompadour.

## Histoire
En 1874, la Compagnie du chemin de fer de Paris à Orléans (PO) active les travaux de sa ligne de Nexon à Brive afin de tenir les délais. Le 2 mars le ministre statue sur les derniers détails des stations à établir entre Champsiaux et Brive, la Station de « Lubersac » figure dans cette liste.
La station de Lubersac est mise en service le 20 décembre 1875 par la Compagnie du PO, lorsqu'elle ouvre à l'exploitation sa ligne de Nexon à Brive.
Jusqu'en 2018, Lubersac est desservie par des trains express régionaux de la relation Limoges-Bénédictins - Brive-la-Gaillarde. Depuis l'affaissement de la voie à Vignols en février 2018, les trains ne circulent plus entre Saint-Yrieix et Objat. La gare n'est donc plus desservie par aucun train depuis cette année,. Un service de transport à la demande permet désormais de relier les gares d'Objat ou de Saint-Yrieix.

## Fréquentation
Selon les estimations de la SNCF, la fréquentation annuelle de la gare figure dans le tableau ci-dessous.
| Année               | 2015  | 2016  | 2017  | 2018 |
| ------------------- | ----- | ----- | ----- | ---- |
| Nombre de voyageurs | 2 198 | 1 646 | 1 948 | 388  |

## Service des  voyageurs

### Accueil
Halte SNCF, c'est un point d'arrêt non géré (PANG) à accès libre.

### Desserte
La gare n'est plus desservie par aucun train. Un service de transport à la demande permet désormais de relier les gares d'Objat ou de Saint-Yrieix.

### Intermodalité
Un parc pour les vélos et un parking pour les véhicules y sont aménagés.